# Gamma Cassiopeiae
Gamma Cassiopeiae, eller 27 Cassiopeiae, är en eruptiv variabel stjärna i stjärnbilden Cassiopeja. Den visuella magnituden varierar oregelbundet mellan +1,6 och +3,0. Den är prototypstjärna för Gamma Cassiopeiae-variablerna. Även om stjärnan är ganska ljusstark är den ovanlig, eftersom den inte har något traditionellt arabiskt eller latinskt namn. På kinesiska har den dock namnet Tsih, som betyder "piskan". 
Stjärnan befinner sig i mitten av Cassipeias välkända "W". USA:s andre astronaut, Virgil Ivan "Gus" Grissom gav skämtsamt stjärnan namnet Navi efter sitt andra förnamn stavat baklänges, eftersom stjärnan användes som en enkelt identifierad referenspunkt under rymdfärderna till månen.
Gamma Cassiopeiae är en snabbt roterande stjärna som sväller ut längs med ekvatorn. Detta tillsammans med den höga luminositeten resulterar i en massförlust som bildar en skiva runt stjärnan. Ljusvariationerna verkar orsakas av denna skiva.

## Följeslagare
Gamma Cassiopeiae är också en stark röntgenstrålningskälla och är en spektroskopisk dubbelstjärna. Följeslagaren har en omloppstid på 203,59 dygn med en excentricitet (e) på 0,26. Följeslagarens massa tros vara lik solens. Röntgenstrålningen kan förklaras om följeslagaren vore ett kompakt objekt med hög gravitation vid ytan, som en vit dvärg eller en neutronstjärna. Den försvinnande gasmassan från Gamma Cassiopeiae skulle kunna kollidera med följeslagaren, och på så sätt transformera potentialenergi till värmeenergi.
Gamma Cassiopeiae A har även två svaga optiska följeslagare, listade i kataloger över dubbelstjärnor som Gamma Cassiopeiae B och C. Stjärna B är belägen på ca 2 bågsekunders avstånd och är av 11:e magnituden och har en liknande rörelse genom rymden som primärstjärnan. Stjärna C är av 13:e magnituden och ligger på nästan en bågsekunds avstånd, samt en ytterligare, svagare, optisk följeslagare C.